# AKAD Bildungsgesellschaft
Die AKAD University mit Sitz in Stuttgart der Trägergesellschaft AKAD Bildungsgesellschaft ist eine staatlich anerkannte private Fernhochschule Deutschlands. Unter ihr Bildungsangebot fallen Studiengänge, duale Studiengänge, Weiterbildungen sowie Vorbereitungslehrgänge für externe, staatlich anerkannte Prüfungen. Das Fernstudium basiert auf einem digitalen Studienkonzept, das sich über flexible Lernmodelle und -methoden an den individuellen Bedürfnissen der Studierenden anpassbar soll, indem es orts- und zeitungebunden absolviert werden kann.
Die AKAD University unterliegt dem Landeshochschulgesetz für Baden-Württemberg.

## Geschichte
1959 wurde die „Akademikergesellschaft für Erwachsenenbildung mbH“ in Stuttgart gegründet, um Berufstätige durch Fernunterricht kombiniert mit Präsenzunterricht auf das Abitur vorzubereiten. Ab 1960 wurden Standorte in Düsseldorf, Hamburg, Frankfurt am Main und München hinzugefügt. 1968 wurde ein Vorbereitungslehrgang zum Betriebswirt angeboten, weitere Fernlehrgänge entstanden in den Folgejahren. 1974 wurde ein Institut für Sprachdiplome eröffnet. 1975 erfolgte die Eröffnung eines Wirtschaftsinstituts für die Aus- und Weiterbildung im kaufmännischen Bereich. 1980 wurde eine Hochschule in Rendsburg (später Pinneberg) gegründet und erhielt eine staatliche Anerkennung als Fernhochschule. Im Folgejahr lief der Studienbetrieb mit den ersten Studiengängen zum Diplom-Betriebswirt und Wirtschaftsingenieurwesen an. Ab diesem Zeitpunkt wurde das Angebot an Studien- und Weiterbildungsmöglichkeiten erweitert. Ende Januar 2014 führte AKAD die Aktivitäten ihrer bisherigen drei Hochschulen in Pinneberg, Leipzig und Stuttgart in eine Hochschule zusammen.
Im August 2014 gab AKAD bekannt, dass im Rahmen eines neuen Studienmodells die Standorte neu ausgerichtet werden. Die bis dahin sieben Außenstellen und Seminarstandorte wurden Ende 2014 geschlossen. Die Lehre und das Ablegen von Prüfungen erfolgen mittlerweile vorwiegend online.
Angebotene Studiengänge stammen aus den Bereichen Wirtschaft & Management, Technik &  Informatik, Gesundheit & Soziales und Kommunikation & Kultur. Aus diesen Bereichen werden innerhalb der Instituts für Weiterbildung (IfW) auch Weiterbildungen sowie Vorbereitungskurse auf externe IHK-Prüfungen und Prüfungen zum „Staatlich geprüfte Übersetzer“ angeboten.

## Organisation
Die AKAD-Bildungsgesellschaft ging aus der schweizerischen AKAD hervor und gehörte ursprünglich zur Franz Cornelsen Bildungsgruppe. Im April 2014 wurden die AKAD Bildungsgesellschaft mbH und die damalige AKAD Kolleg für Erwachsenenbildung GmbH (heute: AKAD Institut für Weiterbildung) durch die Aurelius übernommen. Am 1. März 2022 gab Aurelius den Verkauf der AKAD University an den strategischen Käufer Galileo Global Education für einen Verkaufspreis von über EUR 45 Mio. bekannt.
Die Leitungsorgane bestehen aus dem Kanzler Sebastian Steiger, dem Rektor Tim Brüggemann mit Markus Grottke als Prorektor sowie Daniel Markgraf als Prorektor für den Bereich Forschung und Digitalisierung.

## Staatliche Anerkennung und Akkreditierung
Die AKAD University ist vom Ministerium für Wissenschaft, Forschung und Kunst Baden-Württemberg staatlich anerkannt und wurde durch den Wissenschaftsrat im Juli 2006 erstmals institutionell akkreditiert und zuletzt im April 2023 reakkreditiert. Die institutionelle Akkreditierung bestätigt eine Qualitätsprüfung, in der gesichert wurde, dass eine nichtstaatliche Hochschule die Forschungs- und Lehrleistungen nach anerkannten wissenschaftlichen Standards erbringen kann.
Im Jahr 2021 erhielt die AKAD University zusätzlich dazu die Systemakkreditierung durch den Akkreditierungsrat. Damit wurde ihr das Recht erteilt, das Siegel des Akkreditierungsrates für die von ihr geprüften Studiengänge selbst zu verleihen. Hierfür bescheinigt ihr der Akkreditierungsrat, dass das Qualitätsmanagementsystem der Hochschule im Bereich von Studium und Lehre geeignet ist, um das Erreichen der Qualifikationsziele und die Qualitätsstandards ihrer Studiengänge zu gewährleisten.
Zuvor wurden alle Studiengänge von zertifizierten Agenturen wie ACQUIN sowie ZEvA akkreditiert und von der ZFU zugelassen.